# Технокомунізм
Технокомунізм — філософсько-футурологічна концепція переходу до егалітарного суспільного ладу через розвиток перспективних технологій. Під цим терміном розуміють також і сам гіпотетичний устрій, при якому всі використовувані людьми штучні матеріальні об'єкти (речі, споруди, їжа і т. д.) створюються повністю автоматизованим технічним середовищем, в якому живуть люди, без фізичної участі людини (без «праці») на підставі інформації (програм-образів речей), що є загальним надбанням всього людства.
На відміну від марксистського вчення, яке неодмінною умовою переходу до соціалізму (комунізму) ставить соціальну революцію, розробники теорії технокомунізму не вважають її необхідною умовою, надаючи перевагу «технічному вирішенню проблеми».
Передумовами виникнення концепції послугували швидкі темпи науково-технічної революції та сподівання з її допомогою вирішити протиріччя між працею і капіталом.

## Ідейні витоки технокомунізму

### С. Платонов
Технічні обґрунтування переходу до побудови майбутнього комуністичного суспільства розроблялись в 1980-х роках С. Платоновим (колективний псевдонім російських філософів В. Аксьонова, В. Криворотова та С. Чернишова). Платонов виходив із марксистських позицій: ще Енгельсом було постульовано, що 
|  | на місце управління особами стає управління речами і керівництво виробничими процесами. |

 Адекватна новим реаліям комунікація між частинами суспільного цілого неможлива без високорозвиненої штучної природи, яка б пов'язувала окремих людей, сприяючи їх дійсно людському спілкуванню, зокрема вселюдському творчому процесу та процесу пізнання оточуючої дійсності.
Згідно концепції С. Платонова, людська праця має бути витіснена зі сфери матеріального виробництва. Їй на заміну прийдуть автоматизовані засоби виробництва, що будуть компактними, децентралізованими, екологічно чистими. Відійдуть в минуле проблеми вузької спеціалізації виробництва. Зникне тиск на соціум адміністративно-технологічних відносин, а разом з ним і саме явище відчуженої праці. Це автоматизоване виробництво в політекономічному сенсі не буде виробничою силою, а постане силою природи (штучної природи). Для користування її плодами, що можуть задовольнити основні потреби, людині не потрібен буде посередник у вигляді суспільства. Людина, за Платоновим, стає у повній мірі Людиною, коли перестає бути елементом будь-якої суспільно-природної сили. Тобто створення такої штучної природи буде справжньою, а не декларованою реалізацією ідеалів гуманізму. Після зникнення праці й появи штучної природи принципово нового типу зникає економіка як така. Без економіки та соціальних відносин не може існувати держава, яка теж має з часом відмерти. Людство уже не буде жити при повному комунізмі, оскільки він є лише засобом і рухом до мети. Воно буде жити після комунізму.
Для того, щоб «державно-монополістичний соціалізм» СРСР не призвів до реставрації ринкових відносин С. Платонов пропонував посилювати автоматизацію «людино-машинних засобів проектування регламентуючої документації», що мало б зменшити адміністративно-чиновницький тиск. Власне, С. Платонов фактично закликав до впровадження в життя системи автоматизованого документообігу та статистики, схожої на ЗДАС Глушкова. Запровадження планетарної кібернетичної системи стане великим кроком вперед. Така система дозволить приймати оптимальні рішення у найрізноманітніших сферах, аналізуючи реальні практичні умови і даючи на розсуд прораховані варіанти дій.

### Олександр Лазаревич
Напевно, найповніше теорія технокомунізму розвинена у творах російського футуролога і фантаста Олександра Лазаревича. На думку Лазаревича, для досягнення технокомуністичного ідеалу людина має не просто боротися з природою, а повністю підкорити своїм інтересам існуюче природне середовище і вирішити ресурсну проблему — одну з причин світових воєн. Згідно концепції Лазаревича, в майбутньому ключову роль гратимуть інформаційні, а не матеріальні ресурси. Якщо в прийдешності не буде знищена праця, держава, виробничі відносини, може наступити лад, протилежний технокомунізму — так званий інформаційний капіталізм — устрій, де інформація розглядається як товар, причому основний товар. Політично інфокапіталізм буде обслуговувати авторитарна поліцейська держава, в існуванні якої буде зацікавлена еліта. Доступ до інформації при інфокапіталізмі визначатиме статус людини в суспільстві, як раніше його визначала кількість матеріальних благ. Адже сама річ уже не визнаватиметься цінністю, цінністю буде програма, за допомогою якої цю річ (своєрідну «роздруківку») виготовлено (матеріалізовано з віртуального образу).
При технокомунізмі люди мають об'єднуватися в певні суспільні ланки на основі не наперед визначених суспільством умов, а на базі якоїсь добровільної спеціалізації занять і інтересів, які визначаються здібностями і задатками людини. Внаслідок ряду причин зникнуть нації, а їм на заміну прийде сукупність індивідів, об'єднаних у гільдії спеціалістів. Таким чином, індивідуальна природа людини (система інтересів, вміння, професія і т. ін.) рано чи пізно переможе родову (приналежність до певної нації, етнодержавного утворення).
Не обходить Лазаревич і проблему штучного інтелекту, його мініатюризації (нанотехнології), найпростіші форми якого на перших порах будуть потрібні для створення нової штучної природи.

### Проблема соціальних наслідків автоматизації
Центральним моментом у побудовах інших авторів є роздуми про соціальні наслідки впровадження суцільної автоматизації. Чи не найбільш чутливим для суспільства є проблема повсюдного безробіття і зростаючого соціального тиску на державні та бізнес-еліти. Зустрічаються ідеї щодо гарантованих державних виплат («балів») на споживання вироблених на автоматичному виробництві благ заради уникнення голодних бунтів.
Наступна проблема — незайнятий вільний час людей, звільнених від виробництва і відчуженої праці загалом. Висловлюються пропозиції активність людей спрямовувати на власну творчість — чим цікавіша і корисніша буде ідея чи новація для суспільства, тим більше балів буде нараховуватись.

## Технокомунізм як нова реальність
Отже, можна виділити такі основні риси технокомунізму: автоматизоване виробництво (технологія) та людина, повністю звільнена від економічного примусу (знищується праця). Марксистське розуміння праці полягає в тому, що це є процес між людиною і природою, при технокомунізмі ж людина вилучається із цього процесу. Оскільки взаємодія здійснюється між штучною природою (наприклад, біотехнологією) і навколишнім середовищем на молекулярному рівні, тобто в межах самої природи, така взаємодія, звичайно, не є працею. Інформація домінує над матеріальними об'єктами. Втрачають сенс товарно-грошові відносини, товар перестає бути товаром, будь-яка річ може бути виготовлена по бажанню замовника за допомогою нанопрограми із матеріалу навколишнього середовища. Поняття «економіка», як сукупність процесів виробництва, обміну і споживання відходить у минуле. Тиск на екологію різко зменшується або зникає взагалі. Припиняються війни, бо зникають причини їх виникнення. Із зникненням економіки поступово відмирає держава, а з нею й політика. Відпадає потреба в утриманні апарату управлінців, значення будь-якої еліти нівелюється. Це ж стосується і творчої еліти — будь-хто при бажанні може придбати потрібні здібності за допомогою генної інженерії чи модифікації. Індивіди з антисоціальними задатками чи прагненням до владного контролю над іншими будуть обмежені в реалізації своїх бажань за допомогою біотехнологій.

## Критика
Теорія технокомунізму містить у собі ряд невирішених протиріч:
- утопічна теза про гіпотетичну можливість переходу до комуністичного суспільства ненасильницьким, еволюційним шляхом;
- руйнування соціальних зв'язків, проблема соціалізації молоді, деградація людства, гіперспоживацтво, індивідуалізм і агорафобія внаслідок витіснення людини з виробничої сфери;
- теза про можливість вирішення соціальних проблем технічним шляхом, ідеалізація техніки та науково-технічного прогресу як універсального чинника розвитку;
- проблема «бунту машин»: суперінтелект, наноносії якого можуть набувати будь-яку форму і копіювати будь-що рано чи пізно може повстати проти людей;
- дегуманізація, нівелювання людського єства. Так, апологет техніцизму, український філософ і футуролог Станіслав Бескаравайний переконує, що заради уникнення панування машин треба самим стати машиною[13];
- позиція щодо природи: біо- та геосфера розглядаються лише як ресурс і ворожа сила, яку необхідно приборкати і підкорити.

## Технокомунізм у фантастиці
Технокомуністичний шлях переходу до егалітарного суспільства описаний у повісті Олександра Лазаревича «Мережа Нанотех». На думку автора повісті, наступним етапом розвитку Інтернету буде всесвітня інтелектуальна мережа, подібна до описаної в даному творі.
Своєрідний «міжзоряний Інтернет», як спосіб єднання між комуністичними цивілізаціями, описаний у іншій повісті Лазаревича — «Технокосм».